# Gongkar (militair)
Gongkar, voluit Sönam Gompo Gokharwa (ca. 1898/99 - 1917/november 1919), was een Tibetaans militair.

## Studie
Hij was een van de Tibetaanse jongens die in 1913 voor scholing naar Rugby School in het Verenigd Koninkrijk ging; de anderen waren Ringang, Möndro en Kyibu II. De reis stond onder leiding van Lungshar. Hij wordt beschreven als de meest begaafde student van de vier.
Hij studeerde in Engeland krijgswetenschap aan de Royal Military Academy in Woolwich in het zuidoosten van Londen en volgde daarna gedurende een korte periode een officiersopleiding in het Brits-Indische leger.

## Loopbaan
Gongkar leerde hoe streng de Britse militaire opleiding was en keerde - mogelijk daarom - als eerste van de vier jongens terug naar Tibet. In Lhasa instrueerde hij de Tibetaanse soldaten de nieuwe militaire technieken. Vervolgens werden hij en twee jonge officieren verplaatst naar Shigatse waar ze de troepen drilden, weliswaar tot zover hun ervaring reikte. Volgens Sir Charles Bell ontwikkelde het Tibetaans leger zich niettemin snel in Shigatse. Daarna zou Gongkar om politieke redenen verplaatst zijn naar de grens van Kham en hij zijn tijd verder hebben uitgediend als officier, aldus de zoon van Lhalu Tsewang Dorje in een interview met Robert Webster Ford.
Volgens tibetoloog K. Dhondup zou Gongkar in maart 1919 naar Lhasa teruggekeerd zijn. Volgens een telegram van 17 december dat jaar zouden handelsagenten in Gyantse hebben meegedeeld dat hij een maand eerder overleden was aan malaria, dus rond november 1919. De versie van Dhondup is niet helemaal zeker. Volgens David Macdonald zou hij namelijk al in 1917 zijn overleden aan een longontsteking.